# 伊藤有沙
伊藤 有沙（いとう ありさ、1996年2月10日 - ）は、日本の女優である。東京都出身。

## 出演

### 舞台・ミュージカル
- 赤毛のアン（2004年） - ガーディ 役
- アニー（2007年） - アニー 役
- 葉っぱのフレディ〜いのちの旅〜（2008年） - 春組メアリー 役
- あの星空に未来を描け（2009年）
- 暗くなるまで待って（2009年） - グローリア 役